# Dodge Ram 50
Dodge Ram 50 – samochód osobowo-dostawczy typu pickup klasy średniej produkowany pod amerykańską marką Dodge w latach 1979 – 1994.

## Pierwsza generacja

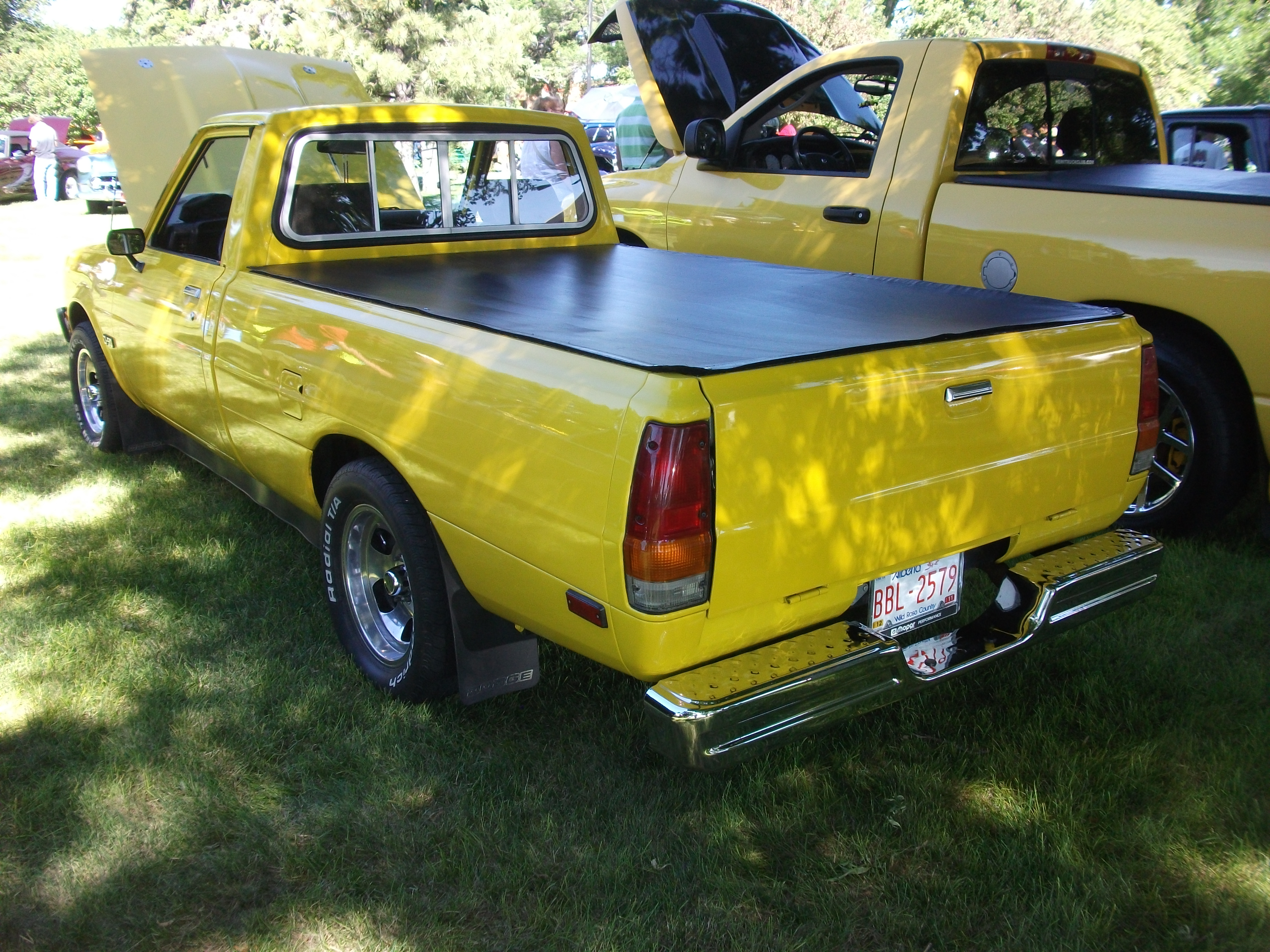
Dodge Ram 50 I - tył

Dodge Ram 50 I został zaprezentowany po raz pierwszy w 1979 roku
W 1979 roku Dodge w ramach zakrojonej na szeroką skalę współpracy z Mitsubishi postanowił poszerzyć swoją ofertę pickupów o najmniejszy model o nazwie D-50, który był bliźniaczą odmianą japońskiego Mitsubishi Triton oferowanego w Stanach Zjednoczonych jako Mitsubishi Mighty Max. Samochody dzieliły minimalne wizualne różnice. Rok później, w 1980 roku, Dodge przeprowadził korektę nazwy na Ram 50. Ponadto, w Ameryce Północnej oferowany był też trzeci bliźniaczy model o nazwie Plymouth Arrow Truck, a w Australii - Chrysler D-50.

### Silniki
- L4 1.6l 4G32
- L4 2.0l 4G53
- L4 2.0l 4G3B
- L4 2.3l 4G32
- L4 2.5l 4D55
- L4 2.6l 4G54

## Druga generacja

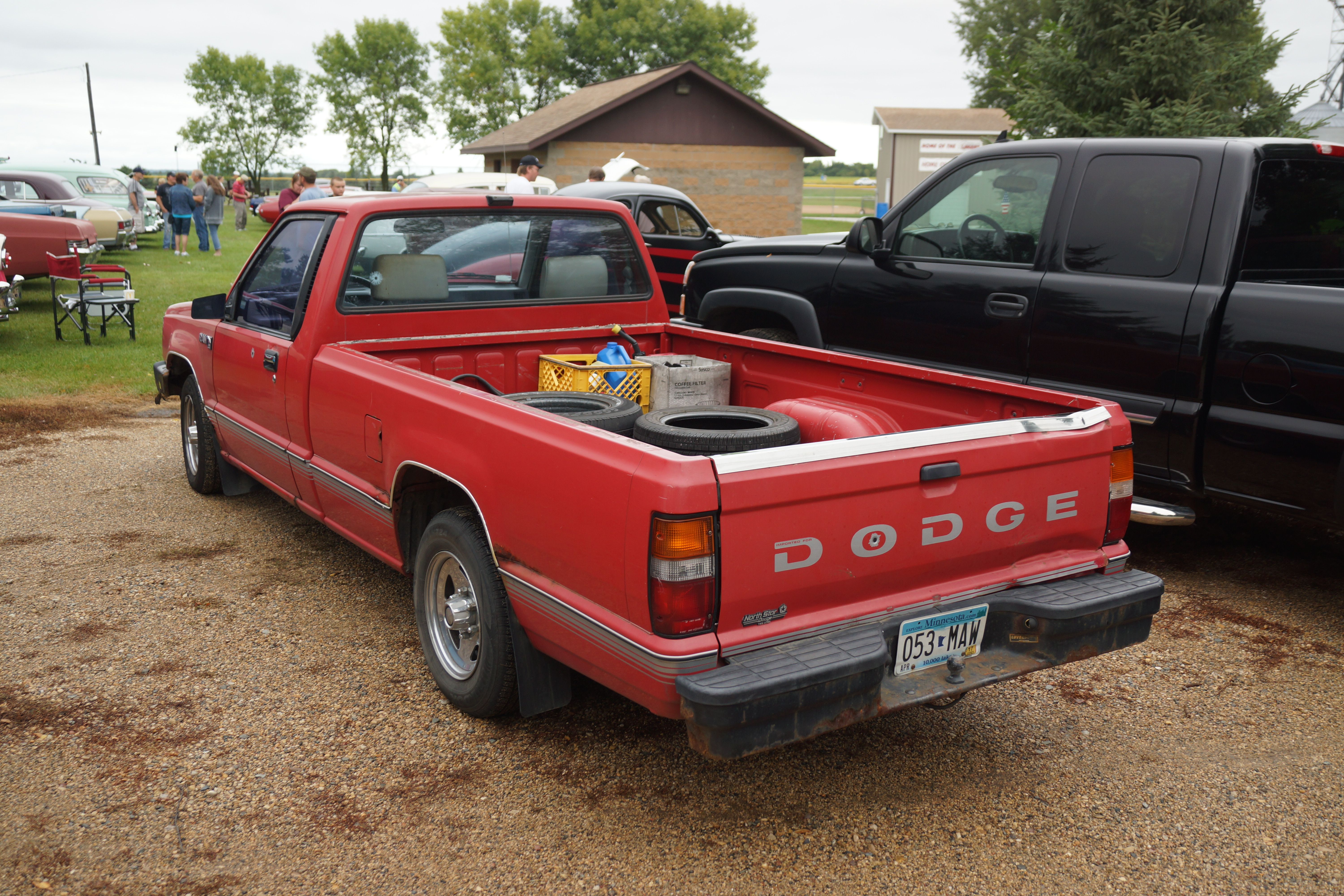
Dodge Ram 50 II - tył

Dodge Ram 50 II został zaprezentowany po raz pierwszy w 1987 roku.
W 1987 roku Dodge zaprezentował drugą generację modelu Ram 50, która uplasowała się poniżej modeli Dakota i Ram jako ponownie najmniejsza półciężarówka w ofercie. Ponownie też bliźniaczym modelem było Mitsubishi Mighty Max, odróżniające się minimalnymi wizualnymi różnicami. Dodge Ram 50 był produkowany w okrojonej ilości dostępnych wersji nadwoziowych, a import zakończył się w 1994 roku.

### Silniki
- L4 2.0l G63B
- L4 2.4l 4G64
- L4 2.5l 4D56
- L4 2.5l 4D56-T
- L4 2.6l 4G54
- L4 3.0l 6G72